# 12e Legerkorps (Verenigd Koninkrijk)
Het Britse 12e Legerkorps (Engels: XII Corps) was een Brits legerkorps dat in actie kwam tijdens de Eerste Wereldoorlog als de Tweede Wereldoorlog.

## Eerste Wereldoorlog
Het 12e Legerkorps werd op 8 september 1915 in Frankrijk opgericht en kwam onder bevel te staan van luitenant-generaal Sir Henry Maitland Wilson. In november 1915 moest het legerkorps het Macedonisch front versterken. Wilson en zijn legerkorps kwamen op 12 november aan in de Griekse havenstad Saloniki. Gedurende de rest van de oorlog vocht het 12e Legerkorps aan het Macedonische front.
Het 12e Legerkorps bezette in oktober 1918 delen van het Europese deel van Turkije en Wilson werd benoemd tot bevelhebber van de geallieerde troepen Gallipoli en de Bosporus. Op 11 februari 1919 werd het 12e Legerkorps ontbonden

## Tweede Wereldoorlog

### Home Defence
Het 12e Legerkorps werd aan het begin van de Tweede Wereldoorlog als onderdeel van de Home Forces opnieuw geformeerd. De eerste bevelhebber van het 12e Legerkorps tijdens de Tweede Wereldoorlog was luitenant-generaal Sir Andrew Thorne. Luitenant-generaal Bernard Montgomery was van 27 april 1941 tot 13 augustus 1942 de bevelhebber van het 12e Legerkorps.
Eenheden lente 1940
- 56e (London) Infanteriedivisie
- 45e Divisie
- Royal Artillery
  - 60e (North Midland) Army Field Regiment
  - 88e (2nd West Lancashire) Army Field Regiment
  - 74e Medium Regiment

### Noordwest-Europa
Het 12e Legerkorps werd tijdens Operatie Overlord toegevoegd aan het Britse Tweede Leger. Het legerkorps nam deel aan Operatie Goodwood en was daarna in augustus 1944 betrokken bij de opmars naar het zuiden.
Tijdens Operatie Market Garden in september 1944 bewaakte de 12e Legerkorps de linkerflank en het 8e Legerkorps de rechterflank van het 30e Legerkorps.
Eenheden juni 1944

Bevelhebber luitenant-generaal Neil Ritchie

Legerkorpseenheden
- 1e The Royal Dragoons
- 86e Anti-Tank Regiment, Royal Artillery
- 112e (Durham Light Infantry) Light Anti-Aircraft Regiment, Royal Artillery
- 7e Survey Regiment, Royal Artillery
- XII Corps Troops, Royal Engineers
- XI Corps Signals, Royal Signals

Toegevoegde eenheden
- 43e (Wessex) Infanteriedivisie
- 53e (Welshe) Infanteriedivisie
- 3e Army Group, Royal Artillery
  - 6e Field Regiment, RA
  - 13e Medium Regiment, RA
  - 59e (4th West Lancashire) Medium Regiment, RA
  - 67e Medium Regiment, RA
  - 72e Medium Regiment, RA
  - 59e (Royal Newfoundland Regiment) Heavy Regiment, RA

Divisies die later warden toegevoegd
- 15e (Schotse) Infanteriedivisie
- 59e (Staffordshire) Infanteriedivisie